# 田代和彦
田代 和彦（たしろ かずひこ、1933年 - ）は、日本の郵政官僚。郵政大学校長を務め、郵便業務に携わる人材の育成に努めた。長崎県出身。

## 経歴
1933年生まれ。長崎県出身。1956年九州大学法学部を卒業後、郵政省に入省。同省大臣官房郵政参事官や各地域の郵政監察局長を経て、1983年郵政大学校長に就任した。同省退官後は、簡易保険郵便年金福祉事業団理事、日本高速通信（現・KDDI）専務などを務めた。2005年に瑞宝中綬章受章。

## 略歴
- 1956年 - 九州大学法学部卒業、郵政省入省
- 1978年 - 郵政省大臣官房郵政参事官
- 1979年 - 四国郵政監察局長
- 1980年 - 信越郵政監察局長
- 1982年 - 近畿郵政監察局長
- 1983年 - 郵政大学校長兼中央郵政研修所長
- 1984年 - 簡易保険郵便年金福祉事業団理事
- 1987年 - 日本高速通信専務取締役
- 2005年 - 瑞宝中綬章受章